# Enryaku
Enryaku (延暦) foi uma era do Japão (年号,, nengō,, lit. "nome do ano") após Ten'ō e antes de Daidō. Este período compreendia os anos de agosto de 782 a maio de 806 d.C. O imperador que reinava era o Kammu-tennō (桓武天皇).

## Mudança de era
- 12 de novembro de 782 Enryaku gannen (延暦元年): O novo nome da era foi criado para marcar um enveto ou série de eventos. A era anterior terminou  e a nova começou em Ten'ō  2, no 19º dia do 8º mês de 782.[3]

## Eventos da eraEnryaku
- 782 (Enryaku 1, 6º mês): O sadaijin Fujiwara no Uona foi retirado de seu cargo e exilado em Kyushu. Algum tempo depois, o imperador permitiu-o retornar à capital, onde ele morreu. No mesmo momento, Fujiwara no Tamaro foi nomeado udaijin. Durante esses dias nos quais os cargos de sadaijin e udaijin estavam vagos, os conselhos principais (os dainagon) e o Imperador assumiram s responsabilidades e poderes que seriam de outra forma delegados.[4]
- 783 (Enryaku 3, no 3º mês): O udaijin Tamaro morreu com 62 anos.[4]
- 783 (Enryaku 3, no 7º mês): Fujiwara no Korekimi tornou-se o novo udaijin para substituiu Fujiwara no Tamaro.[4]
- 793 (Enryaku 12): Sob a liderança do sacerdote budista Dengyō, começa a construção do Enryaku-ji.[5]
- 17 de dezembro de 794 (Enryaku 13, 21º dia do 10º mês): O Imperador se transfere de carruagem em uma grande procissão de Nara para Heian-kyō.[5]
- 796 (Enryaku 15): Moedas adicionais de cobre foram colocadas em circulação, cada uma carregando a legenda  Ren-hei Ei-hō.[6]
- 806 (Enryaku 25): O reinado do Imperador Kammu durou 25 anos. Ele morreu com 70 anos de idade.[7] Ele foi enterrado no sul do Heian-kyō, nas vizinhanças de Momoyama; mas o local verdadeiro permanece incerto. Em 1894, outro túmulo foi criado quando o Heian Jingū foi reconstruído. Afirma-se que seu espírito descansa em paz próximo ao túmulo do Imperador Meiji neste templo.[8]